# Hermonassoides problematica
Hermonassoides problematica är en fjärilsart som beskrevs av Embrik Strand 1915. Hermonassoides problematica ingår i släktet Hermonassoides och familjen nattflyn. Inga underarter finns listade i Catalogue of Life.